# Takashi Usami
Takashi Usami (jap. 宇佐美 貴史, Usami Takashi; * 6. Mai 1992 in Nagaokakyō) ist ein japanischer Fußballspieler, der bei Gamba Osaka unter Vertrag steht.

## Karriere

### Vereine

#### Jugend
Usami begann im Alter von sechs Jahren beim Nagaokakyō S.C., einem in seinem Geburtsort in der Präfektur Kyōto ansässigen Sportverein, mit dem Fußballspielen, wechselte 2005 in die Jugendabteilung von Gamba Osaka und war zunächst Spieler der U15-, ab 2007 Spieler der U18-Mannschaft.

#### Gamba Osaka
Am 20. Mai 2009 gab Usami im Alter von 17 Jahren und 14 Tagen als bis dahin jüngster Spieler sein Debüt in der AFC Champions League. Im Gruppenspiel – bei der 1:2-Niederlage im Heimspiel gegen den FC Seoul – erzielte er zudem mit dem 1:0 in der 64. Minute auch sein erstes Tor; damit ist er auch der bis dahin jüngste Torschütze in diesem Wettbewerb. Vier Tage später, am 13. Spieltag, debütierte er bei der 0:1-Niederlage im Heimspiel gegen die Kashima Antlers auch in der J. League, der höchsten Spielklasse im japanischen Fußball. Es bestritt zwei weitere Ligaspiele (beides Niederlagen) in der laufenden Saison und gewann zum Jahreswechsel 2009/10 mit seiner Mannschaft den nationalen Pokalwettbewerb.
2010 spielte er regelmäßig in der ersten Liga und erzielte in 26 Einsätzen sieben Tore. Sein erstes Ligator war der Treffer zum 2:0-Endstand im Heimspiel gegen den FC Tokyo am 24. April 2010 (8. Spieltag). Nach der Saison wurde Usami zum „besten jungen Spieler der J. League“ gewählt und zog damit das Interesse verschiedener europäischer Spitzenvereine auf sich.

#### FC Bayern München
Im Januar 2011 lud ihn der FC Bayern München zu einem Probetraining ein und plante seine Verpflichtung. Da Gamba Osaka Usami aber nicht freistellte, zerschlug sich ein Wechsel nach Europa vorerst.
Ab Mitte Juli 2011 wechselte Usami zunächst leihweise zum FC Bayern München. Der FC Bayern sicherte sich zusätzlich eine Kaufoption. Am 13. August 2011 (2. Spieltag) gab er sein Bundesligadebüt, als er beim 1:0-Sieg im Auswärtsspiel gegen den VfL Wolfsburg in der 69. Spielminute für Thomas Müller eingewechselt und in der Nachspielzeit aus taktischen Gründen wieder ausgewechselt wurde. Um Spielpraxis zu sammeln, wurde er in der Hinrunde auch in der zweiten Mannschaft der Bayern in der Regionalliga Süd eingesetzt, in der er gute Leistungen zeigte. Sein erstes Pflichtspieltor für die erste Mannschaft erzielte Usami am 26. Oktober 2011 beim 6:0-Sieg im Zweitrundenspiel um den DFB-Pokal gegen den FC Ingolstadt 04 mit dem Treffer zum Endstand in der 90. Minute. In der Champions League debütierte er am 7. Dezember 2011 im letzten Gruppenspiel bei der 0:2-Niederlage im Auswärtsspiel gegen Manchester City mit einem neunminütigen Kurzeinsatz. Erstmals in der Startelf einer Bundesligapartie stand er am 21. April 2012 (32. Spieltag) beim 2:1-Sieg im Auswärtsspiel gegen Werder Bremen.

#### TSG 1899 Hoffenheim
Zur Saison 2012/13 wechselte Usami auf Leihbasis zur TSG 1899 Hoffenheim. Wie beim FC Bayern München wurde auch eine Kaufoption gesichert. Bei den Kraichgauern erzielte er sein erstes Bundesligator am 16. September 2012 (3. Spieltag) bei der 3:5-Niederlage im Auswärtsspiel gegen den SC Freiburg mit dem Treffer zum 3:3 in der 76. Minute.

#### Gamba Osaka
Nach Beendigung der Spielzeit 2012/13 endete auch der Aufenthalt in Deutschland für Usami, da die Hoffenheimer die Kaufoption nicht wahrgenommen hatten. Usami erzielte nach seiner Rückkehr für den im Jahr 2012 in die 2. Liga abgestiegenen Verein Gamba Osaka in 18 Ligaspielen 19 Tore und war so am Wiederaufstieg beteiligt. Am 6. Dezember 2014 (34. Spieltag) reichte ein torloses Unentschieden im Auswärtsspiel gegen Tokushima Vortis zum Gewinn der Meisterschaft, da Urawa Red Diamonds im Heimspiel gegen Nagoya Grampus mit 1:2 verlor.

#### FC Augsburg
Zur Saison 2016/17 wurde er vom FC Augsburg verpflichtet, bei dem er einen bis zum 30. Juni 2020 gültigen Vertrag erhielt. Für die Schwaben absolvierte Usami lediglich elf Ligaspiele.

#### Fortuna Düsseldorf
Am 30. August 2017 wurde er von Fortuna Düsseldorf zunächst für die Saison 2017/18, am 4. August 2018 für ein weiteres Jahr ausgeliehen. Mit der Fortuna gelang Usami in seiner ersten Saison der Aufstieg in die Bundesliga.

#### Gamba Osaka
Im Sommer 2019 kehrte der Offensivspieler nicht nach Augsburg, sondern erneut nach Osaka zurück.

### Nationalmannschaft

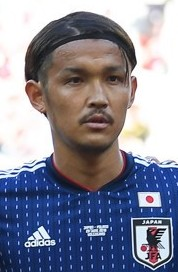
Usami bei der WM 2018

Am 9., 10. und 12. August 2007 absolvierte Usami die ersten drei Länderspiele für die U16-Nationalmannschaft und erzielte beim 3:0-Sieg gegen die Auswahl Australiens, beim 3:1-Sieg gegen die Auswahl der Vereinigten Staaten und beim 4:0-Sieg gegen die Vereinigten Arabischen Emirate jeweils ein Tor.
Bevor er weitere vier Länderspiele für diese Auswahlmannschaft bei der vom 4. bis 19. Oktober 2008 ausgetragenen U16-Asienmeisterschaft in Usbekistan bestritt (2 Tore am 5. Oktober beim 4:0-Sieg im Gruppenspiel gegen die Auswahl Malaysias), absolvierte er am 24., 26., 30. Oktober und am 1. November 2007 noch vier Qualifikationsspiele (2 Tore gegen Kambodscha und Indonesien) der U15-Nationalmannschaft für die diese Meisterschaft, die im Halbfinale gegen die Auswahl Südkoreas mit 1:2 verloren wurde.
Für die U17-Nationalmannschaft bestritt Usami fünf Länderspiele und erzielte drei Tore. Bei der U17-Weltmeisterschaft 2009 in Nigeria wurde er in allen drei Gruppenspielen gegen Brasilien, den späteren Weltmeister Schweiz und Mexiko eingesetzt; als Gruppenletzter ohne Punktgewinn war das Turnier für ihn und seine Mannschaft bereits nach der Vorrunde beendet.
2010 bestritt er 13 Länderspiele für die U19-Nationalmannschaft und erzielte fünf Tore. Mit dieser nahm er an der U19-Asienmeisterschaft 2010 in China teil, erzielte in den drei Partien, in denen er eingesetzt wurde, drei Tore (alle im zweiten Gruppenspiel beim 7:0 gegen die Auswahl Vietnams), unterlag allerdings im Viertelfinale erneut gegen die Auswahl Südkoreas, diesmal mit 2:3.
Für die beiden Länderspiele gegen die Auswahlen Perus und Tschechiens beim jährlichen Einladungsturnier Kirin Cup wurde Usami Anfang Juni 2011 erstmals in den Kader der A-Nationalmannschaft berufen, kam in beiden Partien aber nicht zum Einsatz. Im Juli 2012 wurde er in den Kader der japanischen Auswahl für das olympische Fußballturnier 2012 in London berufen. Im dritten Spiel der Gruppe D kam er am 1. August 2012 beim 0:0 gegen die Auswahl Honduras’ zu seinem ersten Einsatz in der japanischen U23; im Viertel- und Halbfinale wurde er für sechs bzw. 13 Minuten eingewechselt. Im mit 0:2 gegen Südkorea verlorenen Spiel um den dritten Platz wurde er in der 70. Minute eingewechselt.
Mit Einwechslung für Yuki Moto in der 72. Minute gab er am 27. März 2015 sein Debüt in der A-Nationalmannschaft, die in Ōita das Test-Länderspiel gegen die Auswahl Tunesiens mit 2:0 gewann. Sein erstes Länderspieltor erzielte er am 31. März 2015 in Tokio beim 5:1-Sieg im Test-Länderspiel gegen die Auswahl Usbekistans mit dem Treffer zum 4:1 in der 83. Minute. 2018 wurde der Offensivspieler erstmals bei einer Weltmeisterschaft eingesetzt. Mit Japan gelangte er bis ins Achtelfinale.

## Sonstiges
Takashi ist mit Ran verheiratet und hat mit ihr zwei gemeinsame Töchter.

## Erfolge
Gamba Osaka
- Japanischer Meister: 2014
- Meister der J. League Division 2 und Aufstieg: 2013
- Kaiserpokal-Sieger: 2009, 2014, 2015
- J. League Cup: 2014
- Xerox Super Cup: 2015

FC Bayern München
- UEFA-Champions-League-Finalist: 2012
- DFB-Pokal-Finalist: 2012

Fortuna Düsseldorf
- Meister der 2. Bundesliga und Aufstieg in die Bundesliga: 2018

## Auszeichnungen
- J. League Best XI 2014
- J. League Best Young Player: 2010